# Arelion
Arelion Sweden AB (AS 1299), fram till 19 januari 2022 Telia Carrier, före april 2016 Teliasonera International Carrier, är ett internationellt företag som tillhandahåller telekomtjänster, med huvudkontor i Solna, Sverige. 
Företaget var ett helägt dotterbolag till Telia Company men ägs sedan 1 juni 2021 av investmentbolaget Polhem Infra. Företaget bytte den 19 januari 2022 namn till Arelion. 
Arelion har statusen Tier 1 carrier, vilket kort innebär att företaget inte behöver betala för utbyte av trafik i näten.
Arelion håller för närvarande andra postitionen i den globala Internet-backbone rankingen. Arelions kunder står för 65% av de globala internetrutterna (2020).[källa behövs]